# Caden
Caden (Kaden trong tiếng Bretagne) là một xã ở tỉnh Morbihan trong vùng Bretagne tây bắc Pháp. Xã này có diện tích 38,1 km², dân số năm 1999 là 1478 người. Khu vực này có độ cao từ 1-91 mét trên mực nước biển.
Cư dân của Caden danh xưng trong tiếng Pháp là Cadenais.